# Jeff Webb
Jeffrey William "Jeff" Webb (Milwaukee, Wisconsin, 6 de julio de 1948) es un exjugador de baloncesto estadounidense que jugó dos temporadas en la NBA. Con 1,93 metros de estatura, lo hacía en la posición de base.

## Trayectoria deportiva

### Universidad
Jugó durante tres temporadas con los Wildcats de la Universidad Estatal de Kansas, en las que promedió 8,2 puntos y 3,4 rebotes por partido.

### Profesional
Tras no ser elegido en el 1970, fichó como agente libre por Milwaukee Bucks, donde en su primera temporada promedió 2,2 puntos por partido, en una temporada en la que ganaron el título de campeones de la NBA.
Tras ser despedido al año siguiente, fichó por los Phoenix Suns, con los que disputó 27 partidos, en los que promedió 2,5 puntos por partido.

## Estadísticas de su carrera en la NBA

### Temporada regular
| Temporada | Edad | Equipo          | Liga | Pos. | P  | TIT | MIN  | TC  | TCA | %TC  | 3P | 3PA | %3P | 2P  | 2PA | %2P  | TL  | TLA | %TL  | R.OF. | R.DEF. | REB | ASIS | ROB | TAP | PER | FP  | PTS |
| 1970-71   | 22   | Milwaukee Bucks | NBA  | SG   | 29 |     | 10.3 | 0.9 | 2.7 | .346 |    |     |     | 0.9 | 2.7 | .346 | 0.4 | 0.5 | .733 |       |        | 0.8 | 0.7  |     |     |     | 1.1 | 2.2 |
| 1971-72   | 23   | TOTAL           | NBA  | SG   | 46 |     | 5.2  | 0.9 | 2.2 | .400 |    |     |     | 0.9 | 2.2 | .400 | 0.3 | 0.5 | .696 |       |        | 0.8 | 0.5  |     |     |     | 0.6 | 2.1 |
| 1971-72   | 23   | Milwaukee Bucks | NBA  | SG   | 19 |     | 5.7  | 0.5 | 1.8 | .257 |    |     |     | 0.5 | 1.8 | .257 | 0.6 | 0.7 | .846 |       |        | 0.9 | 0.4  |     |     |     | 0.4 | 1.5 |
| 1971-72   | 23   | Phoenix Suns    | NBA  | SG   | 27 |     | 4.8  | 1.1 | 2.4 | .477 |    |     |     | 1.1 | 2.4 | .477 | 0.2 | 0.4 | .500 |       |        | 0.6 | 0.6  |     |     |     | 0.8 | 2.5 |
| Total     |      |                 | NBA  |      | 75 |     | 7.2  | 0.9 | 2.4 | .376 |    |     |     | 0.9 | 2.4 | .376 | 0.4 | 0.5 | .711 |       |        | 0.8 | 0.6  |     |     |     | 0.8 | 2.1 |

### Playoffs
| Temporada | Edad | Equipo          | Liga | Pos. | P | TIT | MIN | TC  | TCA | %TC  | 3P | 3PA | %3P | 2P  | 2PA | %2P  | TL  | TLA | %TL   | R.OF. | R.DEF. | REB | ASIS | ROB | TAP | PER | FP  | PTS |
| 1970-71 ❍ | 22   | Milwaukee Bucks | NBA  | SG   | 9 |     | 2.6 | 0.4 | 0.8 | .571 |    |     |     | 0.4 | 0.8 | .571 | 0.3 | 0.3 | 1.000 |       |        | 0.1 | 0.2  |     |     |     | 0.2 | 1.2 |
| Total     |      |                 | NBA  |      | 9 |     | 2.6 | 0.4 | 0.8 | .571 |    |     |     | 0.4 | 0.8 | .571 | 0.3 | 0.3 | 1.000 |       |        | 0.1 | 0.2  |     |     |     | 0.2 | 1.2 |